# Brachymacroma emarginicollis
Brachymacroma emarginicollis är en skalbaggsart som beskrevs av Karl Henrik Boheman 1857. Brachymacroma emarginicollis ingår i släktet Brachymacroma och familjen Cetoniidae. Inga underarter finns listade.

## Bildgalleri

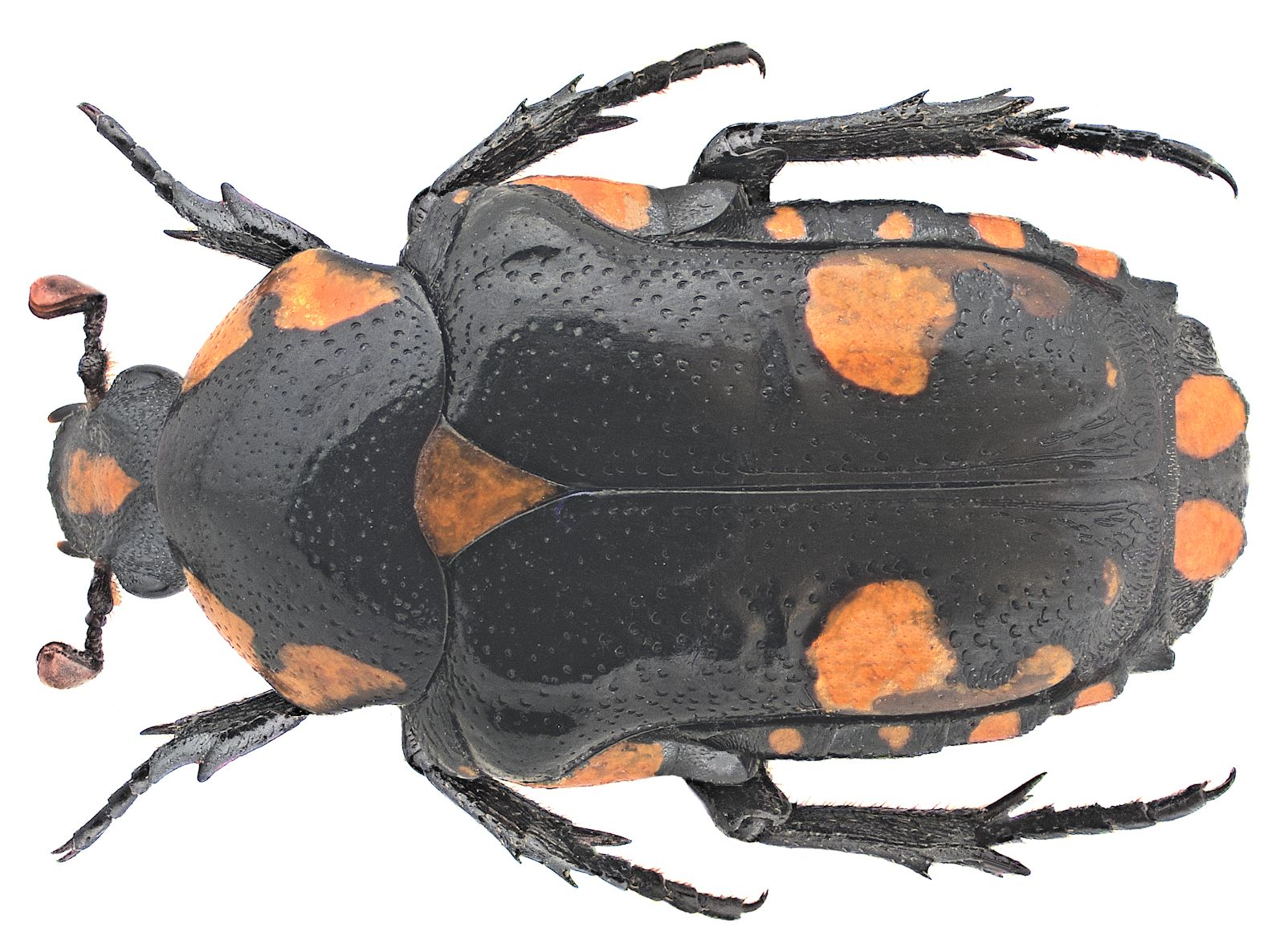